# Antoni Trias
Antoni Trias i Pujol (Badalona, 1892-Santa Cristina de Aro, 1970) fue un médico cirujano y catedrático español, hermano de Joaquim Trias, con quien fundó la Revista de Cirugía de Barcelona, y padre de Ramon Trias i Fargas.

## Biografía
Se doctoró en Medicina en la Universidad de Barcelona en 1917, donde fue profesor auxiliar al tiempo que trabajaba en el Hospital Clínico de Barcelona. Entre 1920 y 1927 fue catedrático de cirugía quirúrgica en la Universidad de Salamanca y en 1927 lo fue en la de Barcelona. Organizó el servicio del Hospital Clínico con criterios modernos y prestó una gran atención a la anestesia, la cirugía torácica (con Lluís Sayé), la neurocirugía (con Adolfo Ley Gracia) y la angiocirugia (con Bel·larmí Rodríguez i Arias). Durante la Segunda República fue uno de los promotores de la Universidad de Barcelona autónoma, donde organizó la Facultad de medicina con August Pi i Sunyer, y en 1933 fue presidente de la comisión permanente de la Escuela de Enfermeras de la Generalidad de Cataluña. Fue uno de los pioneros en España de las operaciones a tórax abierto, y practicó las primeras toracoplastias selectivas en neurocirugía y cirugía vascular.
Participó en los sucesos que llevaron a la proclamación del Estado catalán en octubre de 1934, siendo detenido y encarcelado en el buque Uruguay. Puesto en libertad en 1936, hasta 1938 presidió la Academia de Ciencias Médicas de Cataluña y Baleares, fue miembro del Instituto de Estudios Catalanes y vocal del Consejo de Cultura. Al final de la guerra en 1939 se exilió en Bogotá (Colombia), donde trabajó como cirujano. A pesar de su interés, nunca pudo ejercer la docencia universitaria en el exilio. Fue presidente de la Comunidad Catalana de Colombia , adscrita al Consejo Nacional de Cataluña de Londres (1939-1945). Presidió la comisión organizadora de los Juegos Florales de Bogotá (1945) y formó parte de varias organizaciones científicas internacionales como la Société Internationale de Chirurgie, la Royal Society of Medicine, o la Society of Tuberculose. También se adhirió a la Conferencia Nacional Catalana que pretendió unificar el catalanismo del exilio franquista. Volvió a España para residir en Cataluña en la década de 1950, siendo  miembro correspondiente del Instituto de Estudios Catalanes. Fue autor de Comentaris sobre l'ensenyament de la medicina (1966).
En honor a él y su hermano Joaquim, el principal centro hospitalario de Badalona lleva el nombre de Hospital Germans Trias i Pujol.